# 6 Samodzielna Kompania Łączności
6 Samodzielna Kompania Łączności (niem. Luftnachrichten-Betriebs-Kompanie 6., ros. 6-я отдельная рота связи) – oddział wojsk lotniczych Sił Zbrojnych Komitetu Wyzwolenia Narodów Rosji pod koniec II wojny światowej.
Formowanie kompanii rozpoczęło się w grudniu 1944 r. w czeskiej miejscowości Neuern. Składała się z b. jeńców wojennych z Armii Czerwonej służących w wojskach łączności. Na ich czele stanął mjr W. I. Łantuch. 10 lutego 1945 r. część żołnierzy złożyła przysięgę wojskową i przystąpiła do służby. Łącznościowcy obsługiwali dowództwo wojsk lotniczych Sił Zbrojnych KONR, a także pełnili służbę wartowniczą w Neuern. 10 kwietnia do miasta przybyła kolumna żołnierzy i lotników na czele z gen. Wiktorem I. Malcewem, wycofująca się na zachód na obszary zajmowane przez wojska alianckie. Kompania została do niej dołączona, po czym nastąpił dalszy odwrót, zakończony poddaniem się Amerykanom pod koniec kwietnia.